# Starships
A Starships egy dal Nicki Minaj hiphopénekesnőtől, második, Pink Friday: Roman Reloaded című nagylemezéről. Az On Air with Ryan Seacrest című műsorban debütált a szám, ugyanezen napon az album első kislemezeként adták ki. Producere RedOne, Carl Falk, Jonathan Rapo és Rami Yacoub voltak. 2012. február 14-én jelent meg digitálisan. Megjelenését követően pozitív véleményeket kapott a kritikusoktól, továbbá Britney Spears dalaihoz hasonlították. A dalhoz Hawaii-n forgattak videót 2012. március 13. és 15. között.
A Billboard Hot 100 listáján 9. helyen debütált, ezzel a Super Bass utáni második top 10-es dalát adta ki. Eddig hatodik helyezésig jutott a listán. Az Egyesült Királyságban 16. helyen debütált, majd második helyezést ért el, ezzel legsikeresebb dala lett a szigetországban. Ausztráliában 14. helyről indult, második helyezésig jutott, ezzel második top 10-es száma lett. Platina minősítést kapott 70 000 eladott példány után. Kanada, Írország, Norvégia és Új-Zéland kislemezlistáin is top 10-es helyezéseket ért el.

## Háttér
Minaj így vélekedett a dalról: „A Starships az egyik abszolút, abszolút kedvenc felvételem a Pink Friday: Roman Reloaded-ról. Olyan, mint egy Ryan Seacrest-féle felvétel. […] Vidámmá teszi az embereket, és én pont ezt akarom. Azzal akarom kezdeni az évet, hogy felvidítsam az embereket. A [Grammy-s] fellépésem teljes őrület volt, és most eljött az idő, hogy mindenki táncoljon és szórakozzon, ez minden, amit el akarok érni.” Egy másik interjúban bővebben kifejtette véleményét a számról: „…RedOne nagyon aranyos munkatárs volt, hiszen egy napon elküldte nekem, és ennyit mondott: 'Hé! Van itt valami számodra!' Én így reagáltam: 'Szórakozol velem, ugye?' Elmentem a stúdióba, elkezdtem írni…”

## Videóklip
2012 márciusában, mikor a rajongók megkérdezték Nicki-t arról, hogy lesz-e videóklip a dalhoz, így válaszolt: „Igen. Persze. Ne legyetek ostobák.” A Nickidaily.com számára Safaree Samuels bejelentette, a videóklip az album előtt jelenik meg. A Starships klipjét Hawaii-n forgatták 2012. március 13. és 15. között, Anthony Mandler rendezésében. Március 30-án debütált a The Ellen DeGeneres Show című műsorban.

## Élő előadások
2012. február 26-án a Moment 4 Life, Turn Me On és Super Bass című dalokat adta elő Minaj a 2012 NBA All-Star Game-n.

## Számlista és formátumok
- Digitális letöltés

1. Starships – 3:31

- CD kislemez[8]

1. Starships - 3:31
2. Stupid Hoe - 3:16

## Megjelenések
| Ország             | Dátum             | Formátum                  |
| ------------------ | ----------------- | ------------------------- |
| Egyesült Államok   | 2012. február 14. | Radió, digitális letöltés |
| Kanada             | 2012. február 14. | Digitális letöltés        |
| Egyesült Királyság | 2012. február 14. | Digitális letöltés        |
| Írország           | 2012. február 14. | Digitális letöltés        |
| Belgium            | 2012. február 15. | Digitális letöltés        |
| Spanyolország      | 2012. február 15. | Digitális letöltés        |
| Finnország         | 2012. február 15. | Digitális letöltés        |
| Olaszország        | 2012. február 15. | Digitális letöltés        |
| Luxemburg          | 2012. február 15. | Digitális letöltés        |
| Hollandia          | 2012. február 15. | Digitális letöltés        |
| Új-Zéland          | 2012. február 15. | Digitális letöltés        |
| Norvégia           | 2012. február 15. | Digitális letöltés        |
| Ausztria           | 2012. február 15. | Digitális letöltés        |
| Portugália         | 2012. február 15. | Digitális letöltés        |
| Szingapúr          | 2012. február 15. | Digitális letöltés        |
| Egyesült Államok   | 2012. február 21. | Mainstream rádió          |
| Németország        | 2012. április 6.  | CD kislemez               |